# Wupperhang mit Henkensiepen und Hüscheider Bachtal
Das Naturschutzgebiet Wupperhang mit Henkensiepen und Hüscheider Bachtal liegt auf dem Gebiet der kreisfreien Stadt Leverkusen in Nordrhein-Westfalen. Das aus zwei Teilflächen bestehende Gebiet erstreckt sich nördlich der Kernstadt Leverkusen entlang der nördlich fließenden Wupper.

## Beschreibung
Das etwa 34,4 ha große Gebiet wurde im Jahr 1985 unter der Schlüsselnummer LEV-006 unter Naturschutz gestellt.
Das Gebiet wird laut Fachinformationssystem des Landesamtes für Natur, Umwelt und Verbraucherschutz in NRW wie folgt beschrieben:

„Die Wupper betritt aus Norden das Leverkusener Stadtgebiet und wird bei Imbach nach Westen abgelenkt. Sie weist hier Unterwasservegetation auf. Der von ihr gebildete Prallhang mit sehr wenigen nackt hervorstehenden Felspartien ist größtenteils von einem Hainsimsen-Buchenwald bedeckt. Am Ufer zieht sich ein einreihiger Erlenbestand entlang, der durch einen Fahrweg vom Steilhang getrennt ist. Einige Kalkquellen entwässern in die Wupper. Nach Osten setzt sich der Buchenwald mit stellenweise sehr starkem Baumholz fort, wobei er in einen Waldmeister-Buchenwald übergeht. Mehrere Bäche durchziehen hier den Wald und bilden typisch bergische Siefen. In den Niederungen steht Schwarzerlen-Eschenauwald an. Im Tal des Henkensiepen wird eine Feuchtwiese extensiv gepflegt. Dazu im Kontakt steht ein kleines Schilfröhricht und Grauweidengebüsch. Nach Hüscheid hin im Südosten sind Fettwiesen und eine große Obstweide ins NSG eingebunden. Das gesamte Gebiet stellt sich insgesamt als sehr naturnah dar. Insbesondere der Hainsimsenbestand im Westen des Gebietes ist sehr üppig. Es ist eines der besterhaltenen Waldbereiche und ein Kergebiet im Verbund der bergischen Bachtäler von mindestens regionaler Bedeutung.“

## Schutzziele
Schutzziel ist der „Schutz und Erhalt der Bachtäler mit Feuchtwiesen, Röhricht, Auwaldresten, Buchenwald und Altholzbestand durch natürliche Sukzession oder naturnahe Bewirtschaftung.“

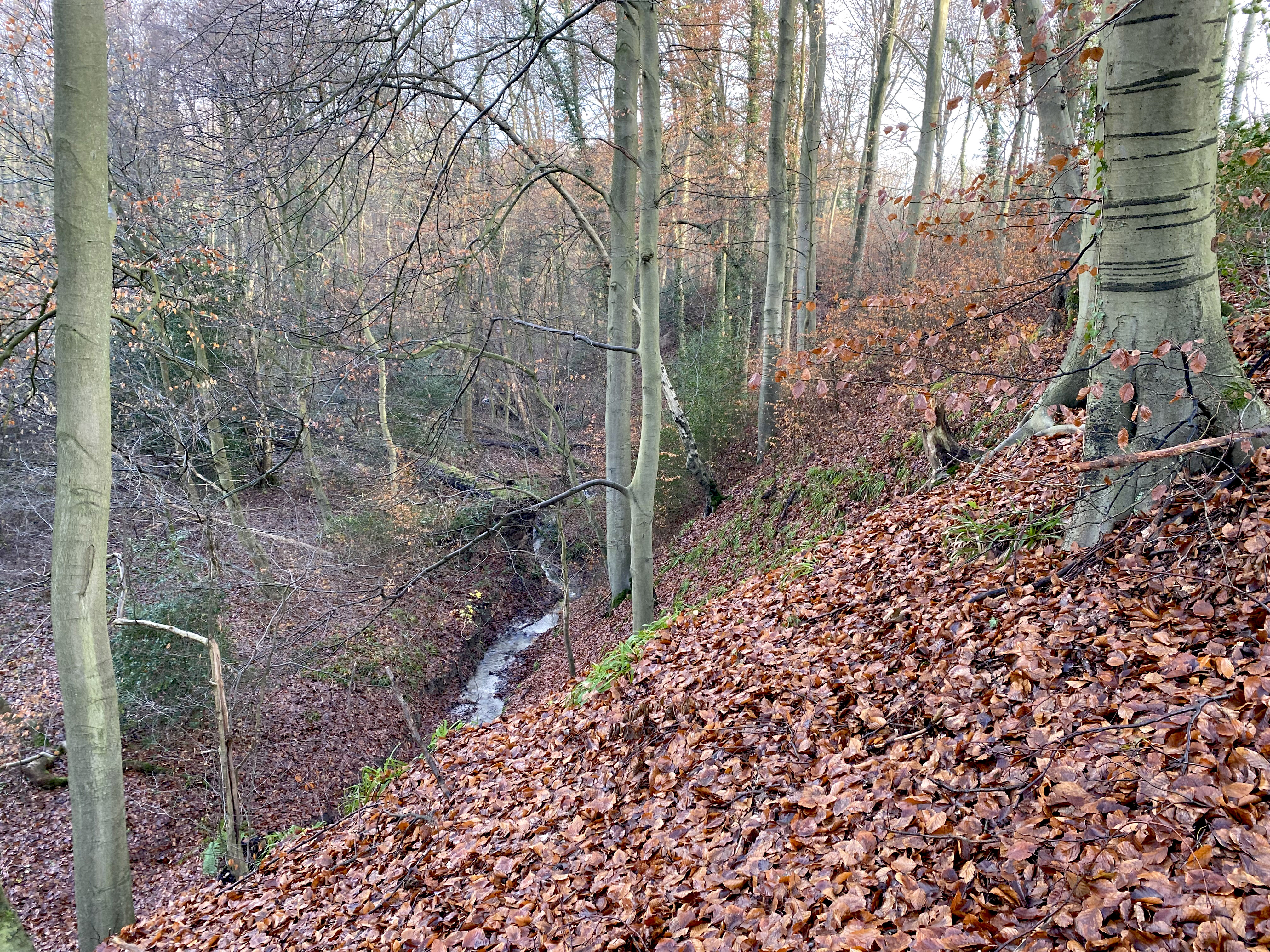
Steilhang zum Neuenkamper Bach
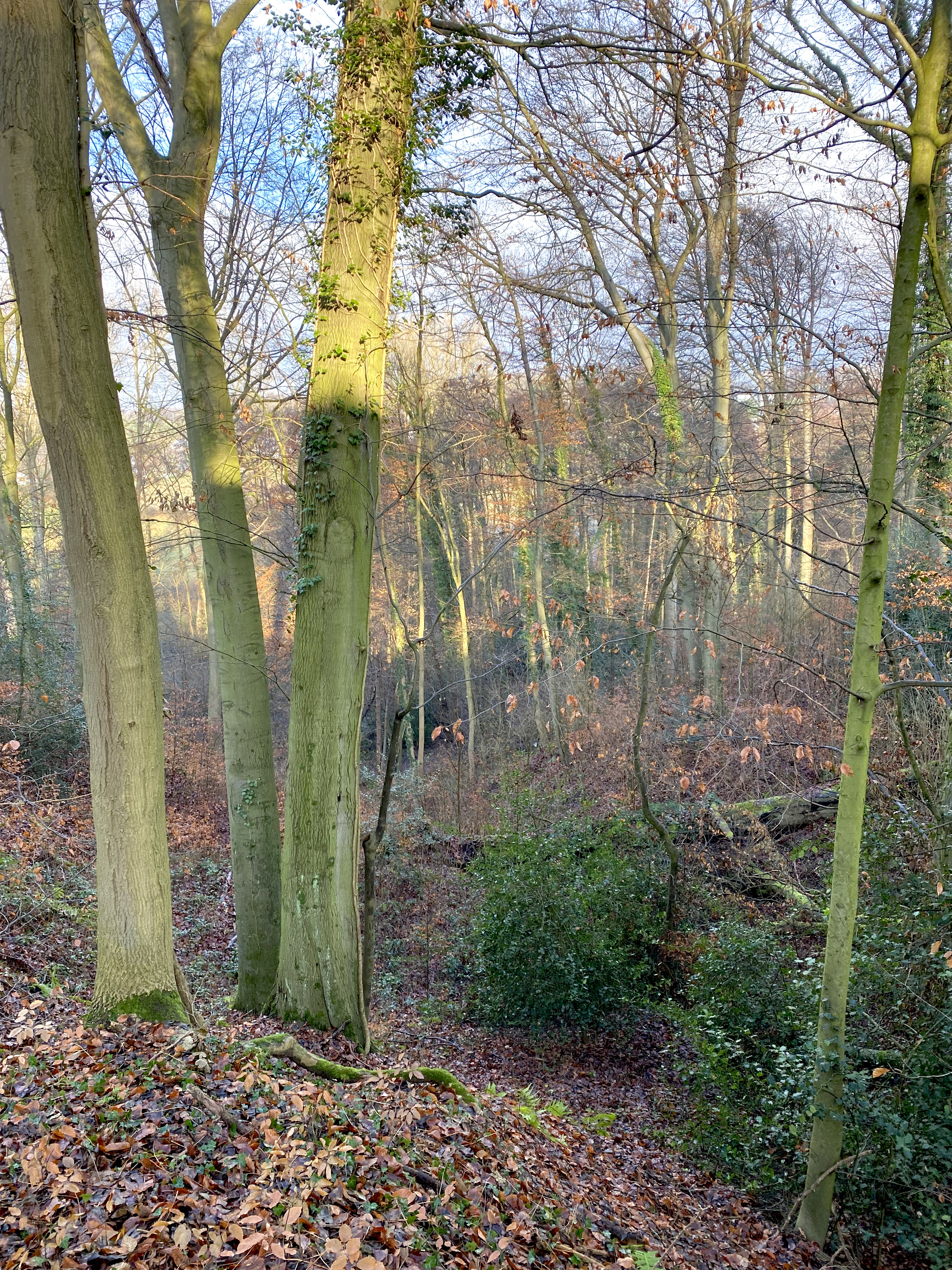
Bewaldeter Steilhang zum Neuenkamper Bach
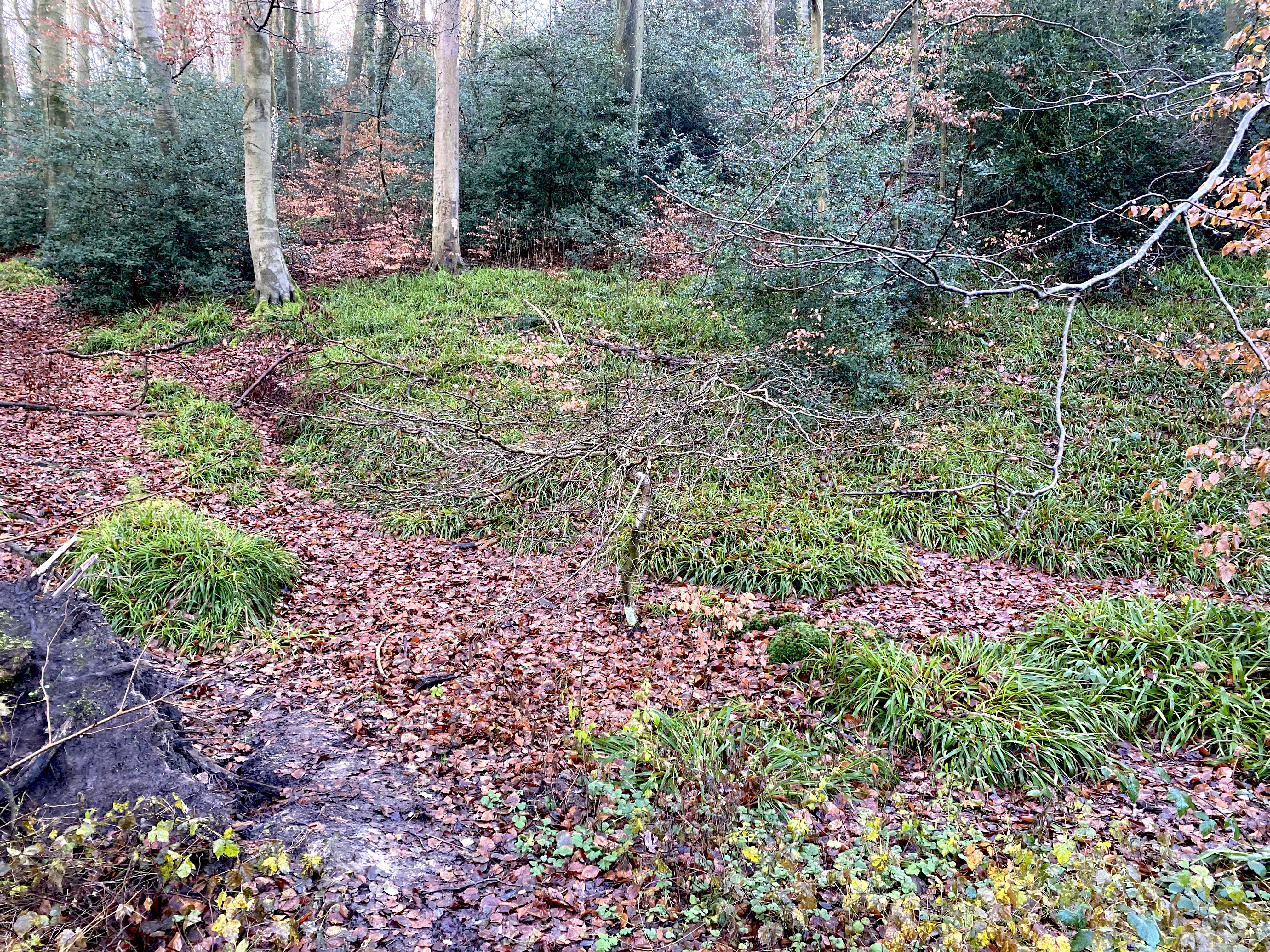
Hainsimsen-Buchenwald am Neuenkamper Bach
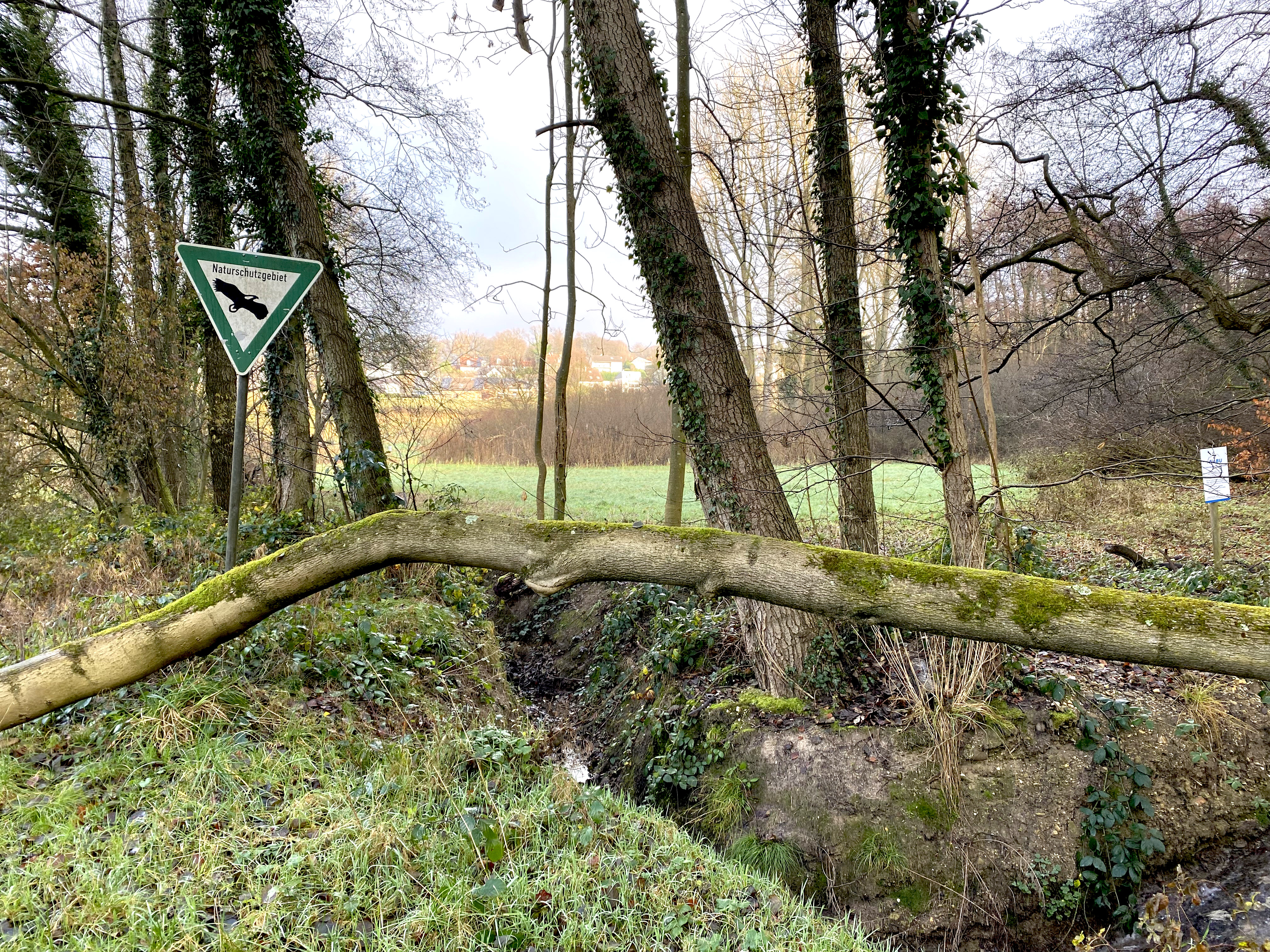
Totholz am Neuenkamper Bach – hinten NSG Balkener Feld
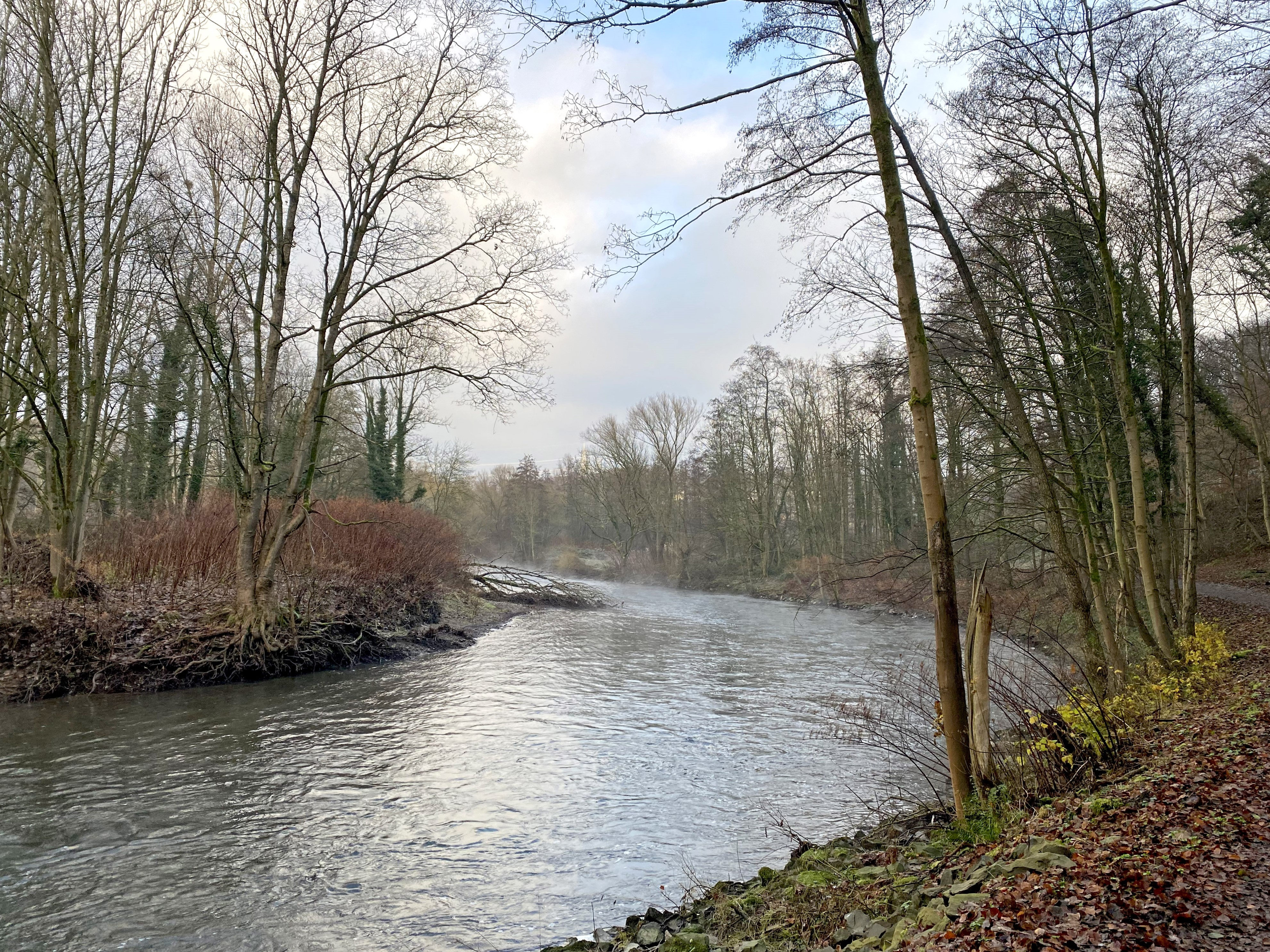
Wupper im NSG
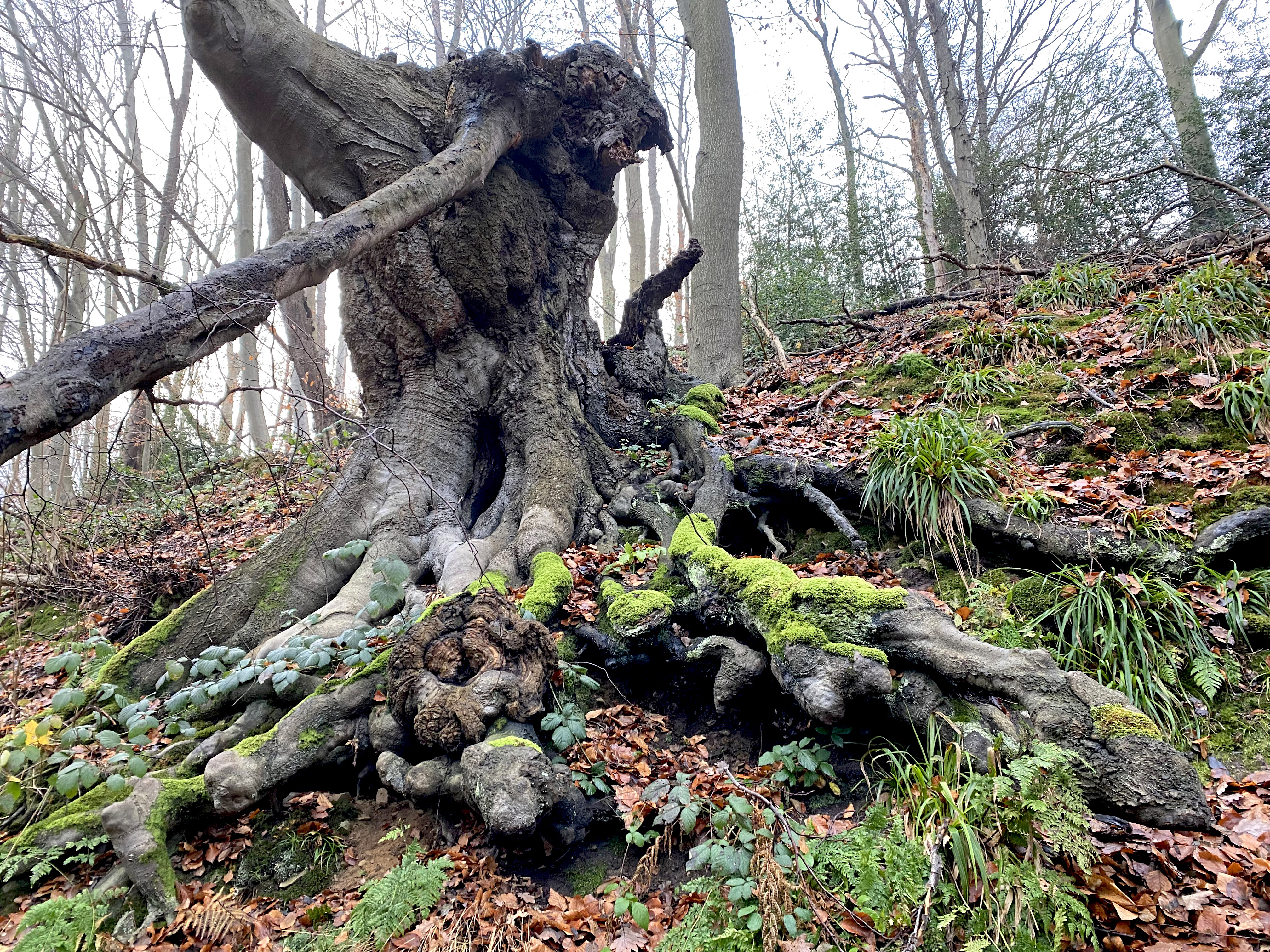
Markante Buche am Wuppersteilhang
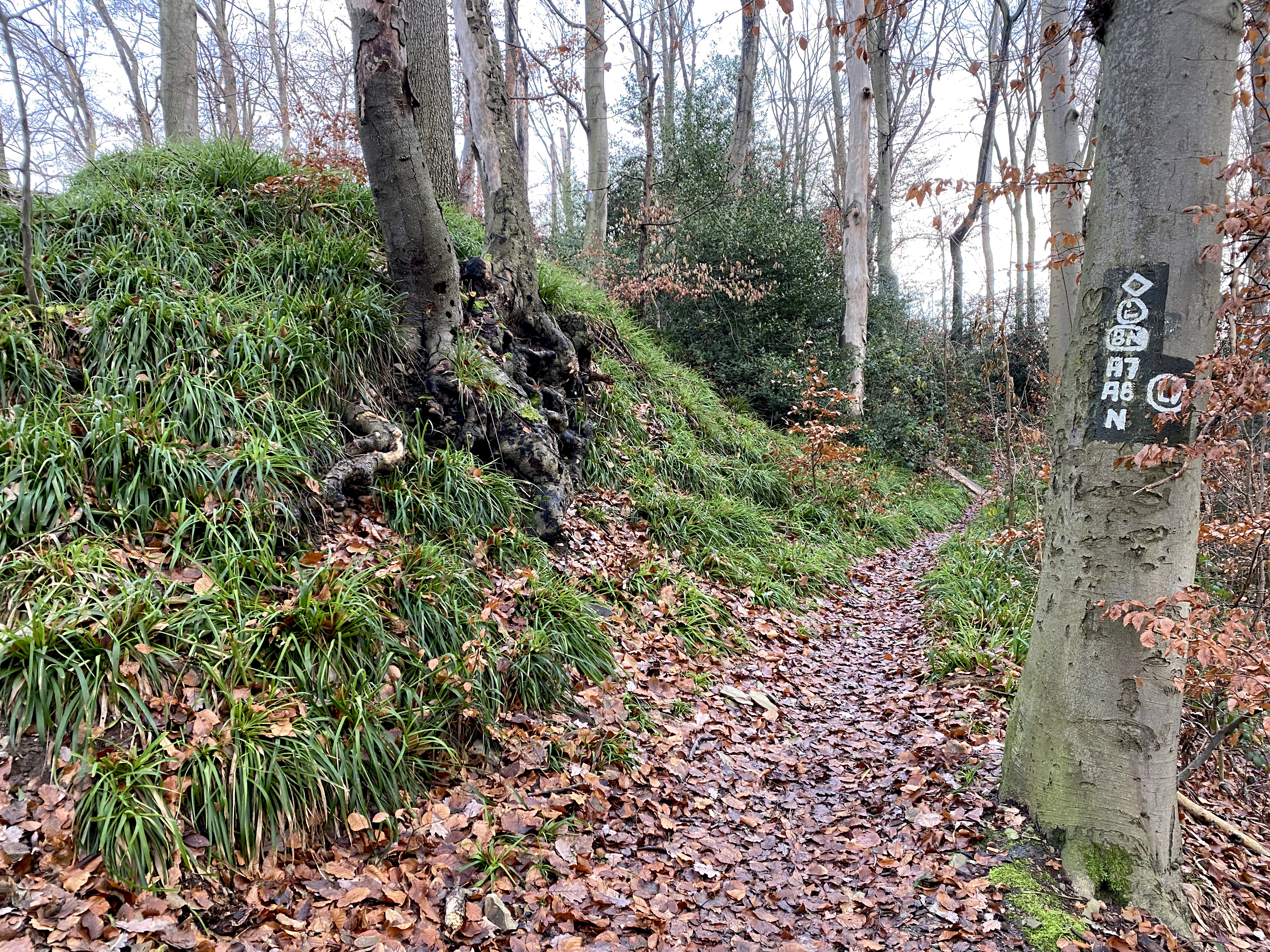
Üppig mit Hainsimsen bewachsene Wupperfelsen im Herkensiepener Bachtal
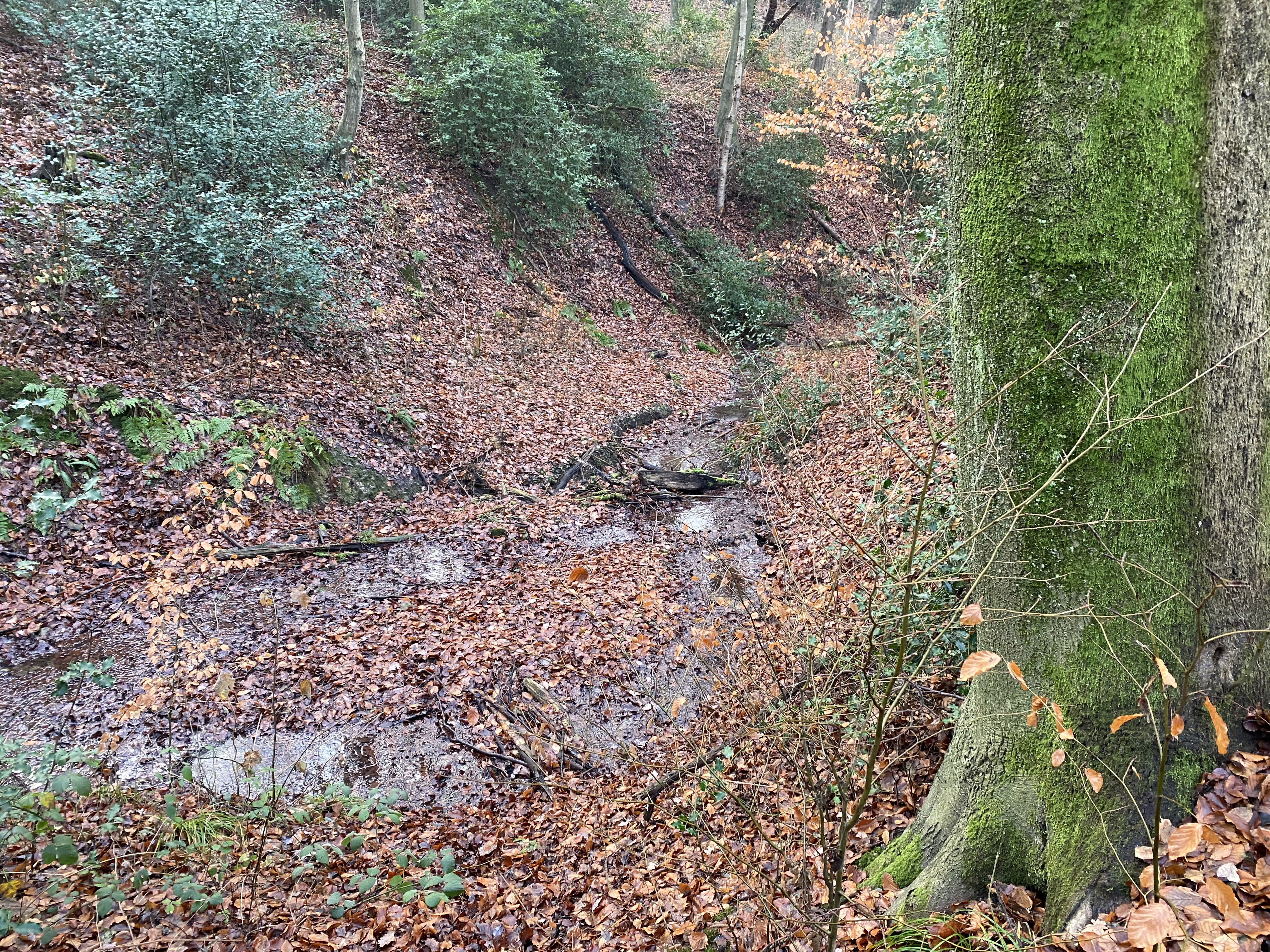
Herkensiepen